# Ghatixalus variabilis
Ghatixalus variabilis é uma espécie de rã da família Rhacophoridae. Endémica da Sri Lanka.